# Cyberia
Cyberia ist ein Computerspiel und wurde 1994 für PC mit Betriebssystem MS-DOS veröffentlicht. Es ist das erste Spiel dieser Art mit gerenderten 3D-Grafiken. 2 Jahre später folgten Portierungen für PlayStation, Sega Saturn und 3DO. Die Fortsetzung Cyberia 2 erschien 1995 für die Betriebssysteme MS-DOS und Windows 95.

## Hintergrund
Die Erde im Jahr 2027, fünf Jahre nach dem Weltwirtschaftskollaps. Der Zerfall der Weltwirtschaft führt zu massiven Änderungen in den globalen Machtstrukturen. Die verbrecherischen Ostblock-Kartelle kämpfen mit der westlichen Freiweltallianz (FWA) um die Vorherrschaft. Der talentierte Computer-Hacker Zak (Zebulon Pike Kingston) sitzt in Untersuchungshaft und ist wegen Spionage und Hochverrat angeklagt. William Devlin, Leiter der FWA, macht Zak ein Angebot: Wenn er an einer geheimen Mission teilnimmt, wird er aus seiner Haft entlassen. Unter dem gefrorenen Ödland Sibiriens wurde ein Gebäudekomplex mit dem Codenamen CYBERIA entdeckt, in dem sich Forschungslabore für Nanotechnologie und Kybernetik befinden sollen und eine geheimnisvolle Waffe entwickelt wird. Zak soll in diesen Gebäudekomplex eindringen und diese Waffe stehlen. Er nimmt das Angebot an und wird auf eine Station im Nordatlantik gebracht, von wo aus er mit einem Kampfflugzeug des Typs TF-22 Transfighter zum Cyberia-Komplex fliegen soll.

## Handlung
Der Spieler steuert Zak interaktiv mit der Tastatur ohne Zeitvorgabe über vordefinierte Pfade, von denen nicht abgewichen werden kann. Es müssen verschiedene Rätsel gelöst und Geschicklichkeitsmissionen gespielt werden. Als Hilfsausrüstung steht ein sogenanntes BLADES (Bi-optic Low Amplitude Displayed Energy System) zur Verfügung, das äußerlich von einer Sonnenbrille nicht zu unterscheiden ist. Die Brille hat die Funktionen Infrarotscan, Thermoscan, Magnetresonanzprüfung und Bioscan. Es gibt auch versteckte Hinweise zur Lösung eines Rätsels. Die Geschicklichkeitsmissionen werden bis auf eine einzige im Autopilotmodus durchgeführt, sodass nur gezielt und gefeuert werden muss. Wurde ein Rätsel gelöst oder eine Mission erfolgreich absolviert, gibt es einen Meilenstein (ein automatisch erzeugter Sicherungsstand). Misslingt eine Mission oder wurde ein Rätsel nicht gelöst, endet das immer mit dem Tod der Spielfigur. Ein neuer Versuch kann ab dem zuletzt generierten Spielstand gestartet werden.